# Costa da Morte (Norte)
Costa da Morte (Norte) este o arie protejată (arie de protecție specială avifaunistică — SPA) din Spania întinsă pe o suprafață de 7.962,28 ha, din care 53 % marine.

## Localizare
Centrul sitului Costa da Morte (Norte) este situat la coordonatele 43°17′49″N 8°40′35″W / 43.2969°N 8.6764°V.

## Înființare
Situl Costa da Morte (Norte) a fost declarat arie de protecție specială avifaunistică în iunie 2003 pentru a proteja 2 specii de plante și 61 de specii de animale.

## Biodiversitate
Situată în ecoregiunile atlantică și marină Atlantică, aria protejată conține 37 de habitate naturale: Turbării active, Peșteri marine scufundate complet sau parțial, Tufărișuri halofile mediteraneene și termo-atlantice (Sarcocornetea fruticosi), Peșteri inaccesibile publicului, Pajiști uscate europene, Golfuri mici largi și golfuri puțin adânci, Dune cu vegetație ierboasă Malcolmietalia, Fânețe de joasă altitudine (Alopecurus pratensis, Sanguisorba officinalis), Izvoare petrifiante cu formare de travertin (Cratoneurion), Mlaștini calcaroase cu Cladium mariscus și specii de Caricion davallianae, Păduri aluvionare cu Alnus glutinosa și Fraxinus excelsior (Alno-Padion, Alnion incanae, Salicion albae), Depresiuni intradunale umede, Grohotișuri termofile și vest-mediteraneene, Recifuri, Dune de coastă fixe cu vegetație erbacee („dune gri”), Dune mobile cu vegetație embrionară, Bancuri de nisip acoperite în permanență slab de apă marină, Matorral arborescenți cu Laurus nobilis, Pante stâncoase silicioase cu vegetație casmofită, Pajiști umede mediteraneene cu ierburi înalte de Molinio-Holoschoenion, Depresiuni pe substraturi de turbă de Rhynchosporion, Lagune de coastă, Faleze cu vegetație de pe coastele atlantice și baltice, Vegetație anuală la limita mareei, Dune cu tufărișuri sclerofile Cisto-Lavenduletalia, Pășuni atlantice udate de apa mării (Glauco-Puccinellietalia maritimae), Pajiști cu Molinia pe soluri calcaroase, turboase sau argilos-nămoloase (Molinion caeruleae), Liziere de ierburi înalte hidrofile de câmpie și de nivel montan până la alpin, Cursuri de apă de la nivel de câmpie la nivel montan, cu vegetație Ranunculion fluitantis și Callitricho-Batrachion, Terase mlăștinoase și terase nisipoase neacoperite de apă la reflux, Salicornia și alte specii anuale care populează regiunile mlăștinoase și nisipoase, Roci stâncoase cu vegetație pionieră de Sedo-Scleranthion sau Sedo albi-Veronicion dillenii, Estuare, Mlaștini turboase de tranziție și turbării mișcătoare, Pseudostepă cu ierburi și specii anuale de Thero-Brachypodietea, Dune mobile de-a lungul țărmului cu Ammophila arenaria („dune albe”), Pajiști umede atlantice temperate cu Erica ciliaris și Erica tetralix.
La baza desemnării sitului se află mai multe specii protejate:
- plante (2): Omphalodes littoralis, Rumex rupestris
- păsări (47): lăcar mare (Acrocephalus arundinaceus), rață pitică (Anas crecca), rață mare (Anas platyrhynchos), stârc cenușiu (Ardea cinerea), stârc roșu (Ardea purpurea), pietruș (Arenaria interpres), ciuf de câmp (Asio flammeus), Calidris alba, fugaci de țărm (Calidris alpina), Calidris canutus, Calidris maritima, Calonectris diomedea, prundăraș de sărătură (Charadrius alexandrinus), prundaș gulerat mare (Charadrius hiaticula), chirighiță neagră (Chlidonias niger), erete de stuf (Circus aeruginosus), erete cenușiu (Circus pygargus), egretă mică (Egretta garzetta), șoim de iarnă (Falco columbarius), șoim călător (Falco peregrinus), becațină comună (Gallinago gallinago), cufundar polar (Gavia arctica), cufundar mare (Gavia immer), scoicar (Haematopus ostralegus), piciorong (Himantopus himantopus), Hydrobates pelagicus, stârc pitic (Ixobrychus minutus), pescăruș negricios (Larus fuscus), Larus michahellis, sitar de mal nordic (Limosa lapponica), culic mare (Numenius arquata), Numenius phaeopus, stârc de noapte (Nycticorax nycticorax), Phalacrocorax aristotelis, cormoran mare (Phalacrocorax carbo), Phalacrocorax carbo sinensis, bătăuș (Philomachus pugnax), lopătar (Platalea leucorodia), ploier auriu (Pluvialis apricaria), ploier argintiu (Pluvialis squatarola), cresteț pestriț (Porzana porzana), Rissa tridactyla, chiră mică (Sterna albifrons), chiră de baltă (Sterna hirundo), chiră de mare (Sterna sandvicensis), Uria aalge ibericus, nagâț (Vanellus vanellus)
- amfibieni (2): Chioglossa lusitanica, Discoglossus galganoi
- mamifere (5): vidră de râu (Lutra lutra), marsuin (Phocoena phocoena), liliacul mare cu potcoavă (Rhinolophus ferrumequinum), liliacul mic cu potcoavă (Rhinolophus hipposideros), delfin mare (Tursiops truncatus)
- nevertebrate (5): Coenagrion mercuriale, Elona quimperiana, Geomalacus maculosus, rădașcă (Lucanus cervus), Oxygastra curtisii
- pești (1): Petromyzon marinus
- reptile (1): Lacerta schreiberi

Pe lângă speciile protejate, pe teritoriul sitului au mai fost identificate 7 specii de plante, 4 specii de păsări, 3 specii de reptile.